# Burni Atu Gogop
Burni Atu Gogop är ett berg i Indonesien.   Det ligger i provinsen Aceh, i den västra delen av landet, 1 600 km nordväst om huvudstaden Jakarta. Toppen på Burni Atu Gogop är 1 681 meter över havet, eller 97 meter över den omgivande terrängen. Bredden vid basen är 1,6 km.
Terrängen runt Burni Atu Gogop är varierad.Runt Burni Atu Gogop är det ganska tätbefolkat, med 52 invånare per kvadratkilometer. I omgivningarna runt Burni Atu Gogop växer i huvudsak städsegrön lövskog.